# St. Laurentius (Feldkirchen)

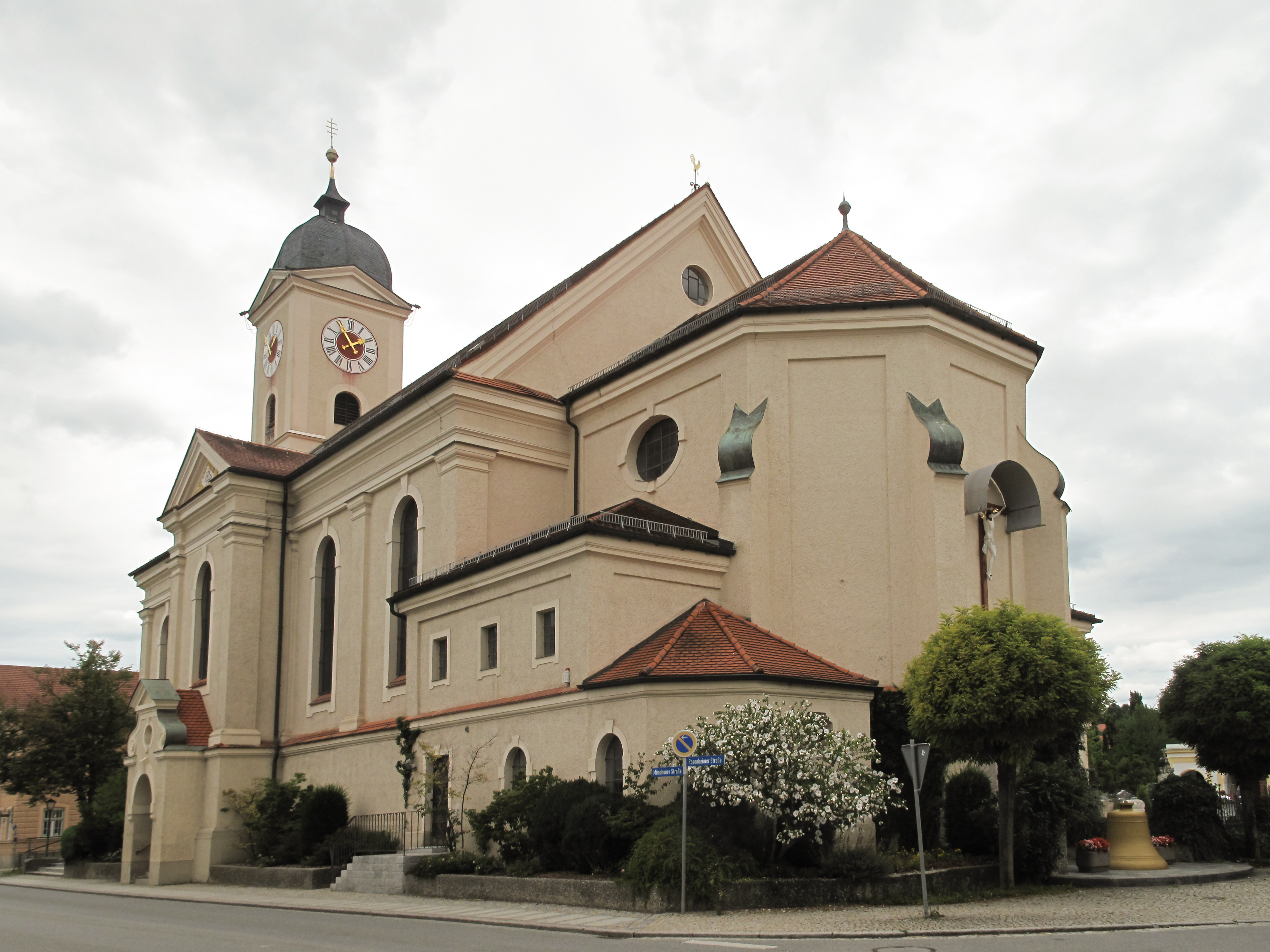
St. Laurentius in Feldkirchen

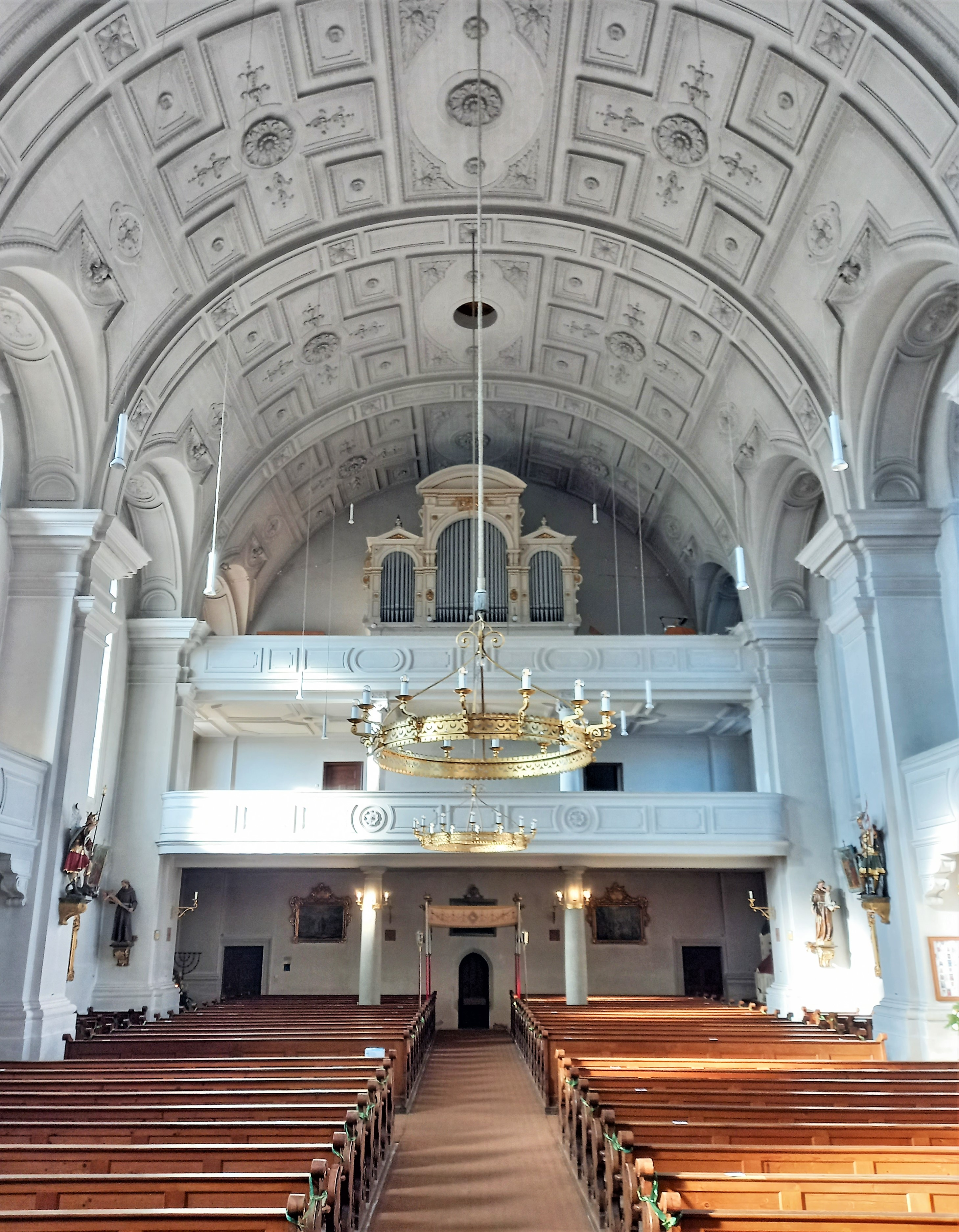
Emporen

Die römisch-katholische Pfarrkirche St. Laurentius steht in Feldkirchen, einem Gemeindeteil von Feldkirchen-Westerham im oberbayerischen Landkreis Rosenheim. Das Bauwerk ist in der Liste der Baudenkmäler in Feldkirchen-Westerham als Baudenkmal unter der Nr. D-1-87-130-2 eingetragen. Die Kirche gehört zum Dekanat Rosenheim im Erzbistum München und Freising. Kirchenpatron der Kirche ist Laurentius von Rom.

## Beschreibung
Die neobarocke Saalkirche wurde 1906 nach einem Entwurf von Hans Schurr anstelle des spätgotischen Vorgängerbaus errichtet. Sie besteht aus einem Langhaus, das mit Pilastern in vier Joche gegliedert ist, einem eingezogenen, dreiseitig geschlossenen, von Strebepfeilern gestützten Chor im Osten, der Sakristei und dem darüber liegenden Oratorium an der Südwand des Chors. Die vom Vorgängerbauwerk stammenden unteren Geschosse des Kirchturms im Westen sind an der Südwand mit der Jahreszahl 1469 bezeichnet. Das oberste Turmgeschoss mit dem Glockenstuhl und der Turmuhr ist mit einer Welschen Haube bedeckt. Ein Vorzeichen am Risalit des Langhauses beherbergt das Portal.
Der Innenraum des Langhauses ist mit einem Tonnengewölbe überspannt. Der Hochaltar wurde nach dem Vorbild des Hochaltars der Michaeliskirche von München geschaffen. Die Skulpturen der Anna selbdritt, des Erzengels Michael und des Florian von Lorch werden Joseph Götsch zugeschrieben.

## Orgel
Die Orgel mit 18 Registern auf zwei Manualen und Pedal wurde von Franz Borgias Maerz im Jahr 1905 neu gebaut. Sie verfügt über Kegelladen, pneumatische Spiel- und Registertraktur und einem freistehenden Spieltisch. Die Disposition lautet:
| I Manual     |       |
| Bourdon      | 16′   |
| Principal    | 8′    |
| Gedackt      | 8′    |
| Tibia        | 8′    |
| Gamba        | 8′    |
| Dolce        | 8′    |
| Octav        | 4′    |
| Traversflöte | 4′    |
| Mixtur IV    | 2 ⁄3′ |

| II Manual        |    |
| Geigenprincipal  | 8′ |
| Lieblich Gedeckt | 8′ |
| Gamba            | 8′ |
| Salicional       | 8′ |
| Fugara           | 4′ |

| Pedal     |     |
| Subbaß    | 16′ |
| Violonbaß | 16′ |
| Octavbaß  | 8′  |
| Cello     | 8′  |

- Koppeln: II/I, I/P, II/P, Superoktavkoppel II/I, Suboktavkoppel II/I
- Spielhilfen: Piano, Mezzoforte, Forte, Tutti